# 신창언
신창언(1942년 ~ 2019년 9월 3일)은 검사 출신으로 헌법재판소 재판관을 지낸 법조인이다.

## 생애
서울특별시 출신으로 보성고등학교와 서울대학교를 졸업하고 1964년 최연소자로 제3회 사법시험에 합격해 검사에 임용되었다. 서울지검 형사2부 부장검사로 재직할 때 박종철 고문치사 의혹 사건 수사팀장을 맡았고 이후 서울지방검찰청 2차장, 법무부 법무과장, 제주지방검찰청 검사장, 대검찰청 공판 송무부장, 법무부 법무실장, 대검찰청 21세기 기획단 초대 단장을 거쳐 부산지방검찰청 검사장에 재직하고 있을 때  "박종철 고문치사 축소은폐 조작사건의 주임검사였다"는 이유를 들어 반대하는 목소리가 있었음에도 민주자유당의 추천으로 1994년 9월 15일 헌법재판소 재판관에 임명되어 임기 6년을 마친 2000년 9월 14일에 공직에서 물러났다.

## 헌법재판소 재판관으로 주심을 맡은 사건
- 1990년 토초세.개발이익환수제도와 함께 토지공개념의 일환으로 도입된 택지소유상한에 관한 법률에서 서울과 6대 광역시에서 200평이상의 택지소유자에게 부담금을 부과하도록 규정에 대해 위헌 결정을 했다.[4]
- 제주 4.3 사건을 다룬 영화 레드헌트를 상영한 혐의로 기소된 서준식이 구치감 수용자의 수갑착용에 대해  "법무부가 올 3월 계호근무준칙(훈령)을 개정, 구치감 수용자에 대해 수갑.포승 등 계구 사용을 원칙적으로 금지한 만큼 앞으로 예외적인 경우를 제외하고는 수갑착용 행위가 반복될 위험이 없다"며 "실익이 없다"며 각하했다.[5]
- 5급이상 공무원으로 5년이상 재직한 세무직 경력자에게만 세무사 자격을 주도록 한 세무사법 3조 2호에 대해 "일선 실무자인 6급이하 세무직은 독자적인 업무결정권을 갖고 있지 않아 세무업무 및 세법에 관한 이론적 기반과 총괄처리력 등 세무사 업무능력을 충분히 갖췄다고 볼 수 없다"는 이유로 합헌 결정을 내렸다.[6]
- 구 외국환관리법제18조 1항 등이 신고.허가 대상 외환지급방법을 구체적으로 정하지 않아 죄형법정주의에 위배된다며 서울지법의 위헌법률심판 제청 사건에서 "새로운 결제방법이 계속 생겨나 이를 일일이 법률에 규정하는 것은 불가능하기 때문에 일정한 정형을 규정하고 시대적 상황에 맞춰 규율대상이 될 유형을 다소 포괄적인 용어로 정할 수 있다"며  "이 사건 법률 조항의 경우 법관의 보충적 해석으로 그 의미가구체화될 수 있고 건전한 상식과 통상적인 법감정을 가진 사람이라면 규제되는 행위를 충분히 알 수 있으므로 죄형법정주의에 위배되지 않는다"며 합헌결정을 했다.[7]
- 민주사회를 위한 변호사모임이 대북접촉시 통일부장관의 승인을 얻도록 한 남북교류협력법 제9조3항이 통일주체인 남한주민의 통일에 대한 권리를 지나치게 제약하는 것이라며 청구한 사건에서 "북한과의 접촉이나 교류가 일정한 원칙이나 제한없이 방만하게 이뤄진다면 국가 안전보장이나 자유민주적 기본질서 유지에 어려움을 가져올수 있을뿐아니라 평화통일을 이뤄 나가는 데 지장을 초래하고 당사자들의 안전에도장애를 가져올 수 있다"며 합헌 결정을 했다.[8]
- 주세법은 자유경쟁 원칙을 위반한다며 주류판매업자에게 도내 주류업체가 생산하는 소주 제품을 50%이상 의무적으로 구입하여 유통하게 한 주세법은 위헌이라고 했다.[9]